# 里卡爾多·席爾瓦
里卡爾多·席爾瓦（Riccardo Silva），是一位意大利商人和企業家，MP＆Silva的創始人之一及其股東，邁阿密足球會的總裁兼共同所有人，席爾瓦國際投資公司的所有人。其公司投資了媒體、體育、娛樂、藝術和房地產領域。席爾瓦同時也是席爾瓦家族藝術收藏的所有者，並曾擔任米蘭頻道的執行長。

## 早期生活和教育
里卡爾多·席爾瓦于 1970 年出生于米兰，是意大利最大的化工集团之一  Italsilva – Gruppo Desa创始人的孙子。他的母系家族 Fabbri 拥有知名的出版公司 Fabbri Editori，该公司现在是RCS媒體集團的成员。席爾瓦在博科尼大学和杜蘭大學完成了学业。

## 早期职业生涯
1998 年，里卡爾多·席爾瓦推出了 MP 网，这是米兰 Media Partners Group（现名 Infront Media）旗下的互联网新兴公司，主要针对移动和互联网平台管理体育权利和内容，趕上1990年代互联网平台蓬勃发展的第一波浪潮。2001 年，里卡爾多·席爾瓦成为AC米兰足球俱乐部官方电视频道米兰频道的首席执行官，负责指导该频道的国际发展。

## MP & Silva
2004 年，里卡爾多·席爾瓦创建了 MP & Silva，并迅速“成长为足以媲美体育代理世界巨头的公司”。MP & Silva 是一家位于伦敦的国际媒体权利公司，在全球设有 18 家办事处。
公司负责管理着多项国际体育赛事的体育电视转播权，向全球 500 家左右的广播公司发行 10,000 小时左右的节目。公司的的产品组合包括FIFA世界杯转播权、高级欧洲足球联赛、大满贯网球、赛车、手球、棒球、排球、拳击以及亚运会等。 还是英超在全球多个国家的主要发行人。公司在 2014-2015 年的预计收入为 7.50 亿美元。
2016年5月24日，经有意向的国际公司和私募股权基金开展竞销过程之后，中国券商光大证券和互联网娱乐企业北京暴风科技收购了 MP & Silva 65% 的股份。  暴风科技和 MP & Silva 结成战略性合作伙伴关系，将在管理体育媒体版权及赞助和咨询服务方面开展合作。 暴风科技还计划与 MP & Silva 紧密合作，启动自己的体育平台——暴风体育，重点关注在线体育视频业务。出售股份之前，里卡爾多·席爾瓦和 Andrea Radrizzani 拥有 MP & Silva 80% 的股权。公司前任所有者将保留 MP & Silva 35% 的股权。这宗交易对 MP & Silva 的估值为 14 亿美元。 MP & Silva 首席执行官 Marco Auletta 宣布说：“光大证券和暴风科技已成长为合适的合作伙伴，可以为我们的国际化成长提供支持，并帮助我们在相邻领域拓展业务，例如虚拟现实等领域，暴风科技就是此领域领先的中国企业。”

## 其他业务发展情况
2016 年，里卡爾多·席爾瓦创建了席爾瓦國際投資，现在是该公司的所有人。席爾瓦國際投資是一家投资公司，负责管理和投资跨多个界别的资产，包括体育、媒体、时尚、酒店以及艺术等。席爾瓦國際投資位于伦敦梅费尔。
2015 年，里卡爾多·席爾瓦成为邁阿密足球會的总裁和共同拥有人， 这是一家足球俱乐部，与美国的北美足球联盟（NASL），共同竞争 AC 米兰和意大利国家队的传奇球星保罗·马尔蒂尼。迈阿密足球俱乐部于 2015 年 5 月首次亮相，并于 2016 年 4 月在佛罗里达国际大学的 Ocean Bank Field 开赛。迈阿密足球俱乐部的主教练是 AC 米兰和意大利国家队的传奇人物亚历山德罗·内斯塔， 俱乐部于 2015 年与洪都拉斯人威尔森·帕拉西奥斯签约，他曾是斯托克城足球俱乐部和托特纳姆热刺的球员。

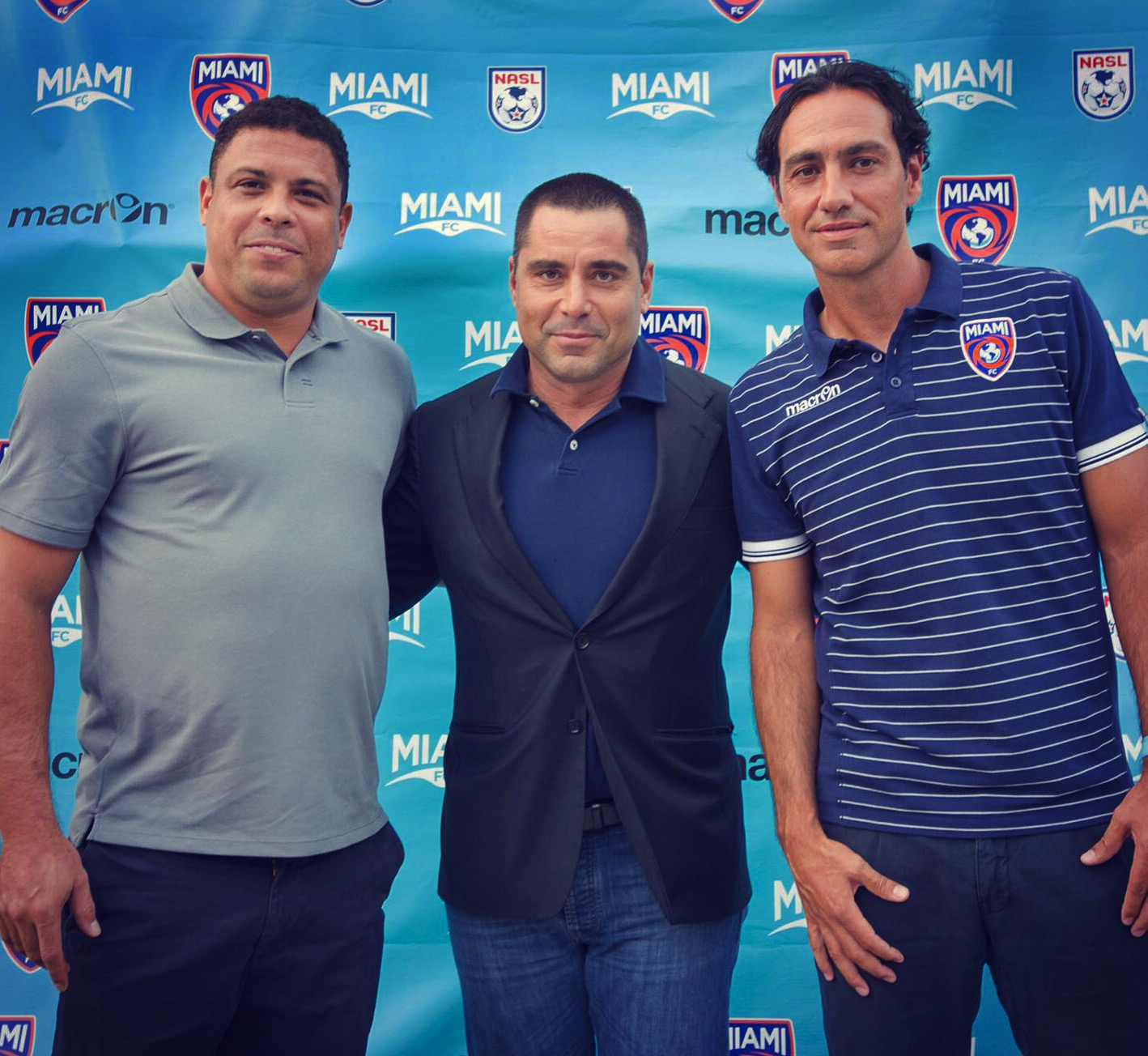

不到一年时间，迈阿密足球俱乐部就从概念发展为现实 2016 年 4 月 2 日，迈阿密足球俱乐部在北美足球联盟 （NASL）的首个赛季的首场比赛开赛。迈阿密足球俱乐部与地方球队劳德代尔堡 （Fort Lauderdale Strikers）以 1-1 的比分踢平。 2016 年 4 月 9 日，10,156 名观众在佛罗里达国际大学 (FIU) 观看了迈阿密足球俱乐部的首个主场比赛。迈阿密足球俱乐部与坦帕湾暴徒队（Tampa Bay Rowdies）以 1-1 的比分踢平。 现场观众中有不少是青年足球俱乐部成员。哥伦比亚流行歌星 Maluma 在赛前和半场进行了表演。 迈阿密足球俱乐部在 8 月 6 日和明尼蘇達聯足球會的比赛中以 4-0 的比分获胜，创造了新的进球纪录。
2016 年 6 月，他们与加纳籍中场球员克瓦德沃·波库（Kwadwo Poku）签约； 他之前曾在美国纽约城足球俱乐部效力。2016 年 7 月，他们还从渥太華暴怒足球會处买入了约尼·斯迪勒， 并于 2016 年 8 月转会窗口期结束之前买入了文森佐·伦内拉（Vincenzo Rennella）。 
2016 年 7 月 16 日，迈阿密足球俱乐部与平等佛罗里达（Equality Floria）联合主办了 Miami FC Pride Nights（迈阿密足球俱乐部自豪之夜）。50% 的门票收入投给了 Pulse Victim 基金。
里卡爾多·席爾瓦还因领导组建了美洲冠军联赛 (ACL) 赛事项目而知名，该联赛成员覆盖北美、南美和加勒比海地区的球队。联赛初衷是由 64 支球队竞赛，以便能够和欧洲冠军联赛（UEFA Champions League）的实力相抗衡，并可在电视转播以及销售权方面带来 5 亿美元的收入，这是当前中北美洲及加勒比海足球协会（CONCACAF）冠军联赛以及南美洲足球协会（CONMEBOL）解放者杯年收入之和的四倍。这一赛事必将成为全美大陆的欧洲冠军联赛 被描述为“有助于将国家置于比赛之前的方式”。
里卡爾多·席爾瓦对其他商业领域也有兴趣，包括时装、艺术以及酒店业。他是 Forte Dei Marmi 酒店集团的所有人，该集团于 2016 年在伦敦和迈阿密都开有分店。里卡爾多·席爾瓦还拥有 MP 模特经纪中心，通过在米兰、迈阿密以及巴黎的经纪机构管理模特及达人业务。2015 年 8 月，该经纪中心收购了 Major Model Management 的巴黎业务。

## 个人生活
里卡爾多·席爾瓦的爱人是塔媞雅娜·席爾瓦（Tatyana Silva）， 育有两个儿子。